# Малый Кулун
Малый Кулун — горное озеро в Ошской области Кыргызстана. Находится на западном склоне Ферганского хребта на расстоянии около 2,5 км ниже озера Кулун на территории Кулунатинского государственного заповедника. Через него протекает река Кулун (приток Тара).
Площадь поверхности — 0,45 км². Высота над уровнем моря — 2453,6 м.
Озеро является водоёмом завального происхождения, которое подпитывается водой, просачивающейся из озера Кулун.